# 北京师范大学天津附属中学

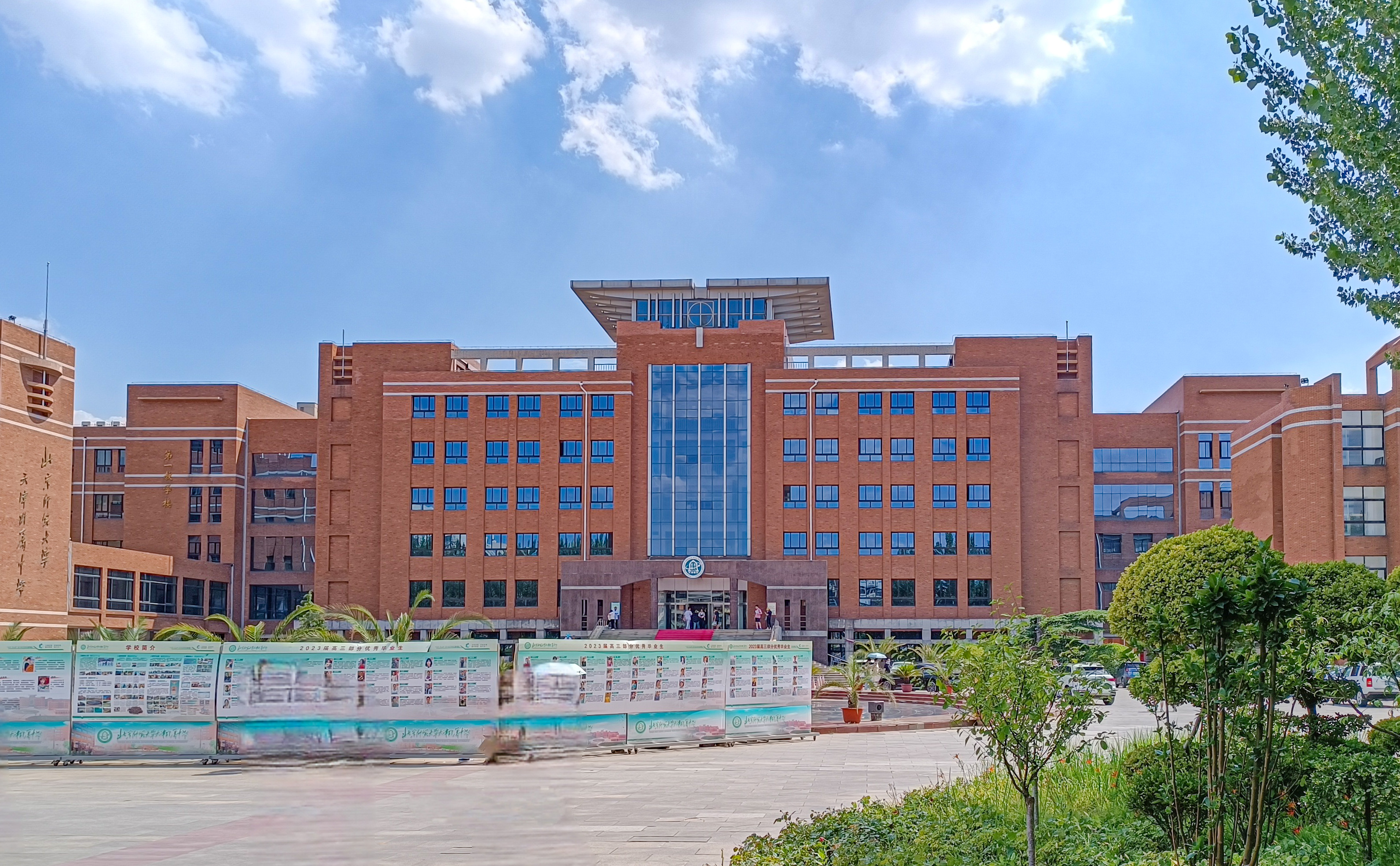
北京师范大学天津附属中学主楼

北京师范大学天津附属中学，简称北师大天津附中或天津十三中，前身是成立于1952年8月的天津市第十三中学，2001年由天津市河西区与北京师范大学合作办学并更名为北京师范大学天津附属中学，是隶属于天津市河西区的天津市市级重点中学、示范高级中学和特色鲜明学校。北师大天津附中占地98716平方米，建筑面积57000平方米。